# Michel Nykjær

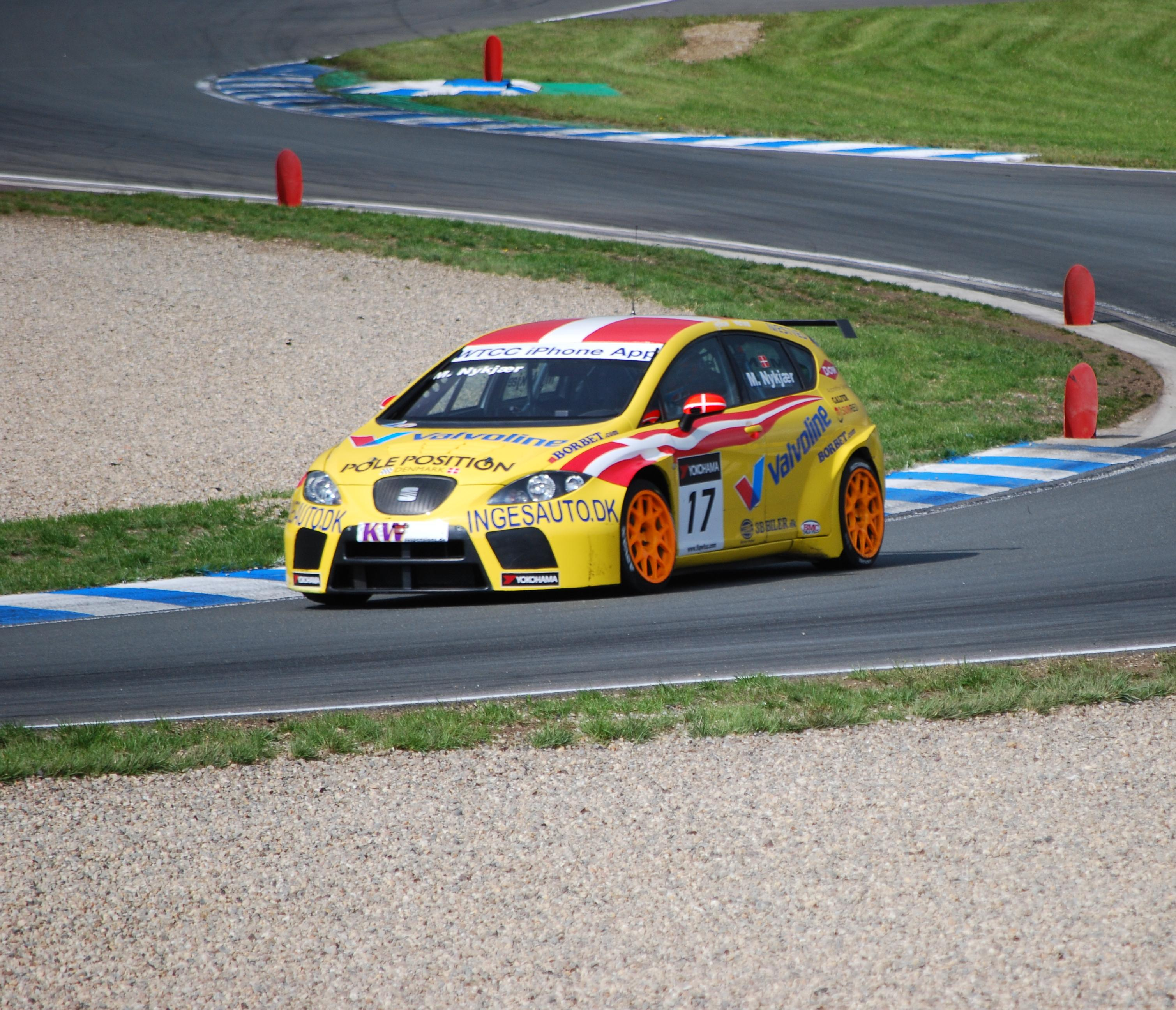
Michel Nykjær på Motorsport Arena Oschersleben under FIA WTCC Race of Germany 2010.

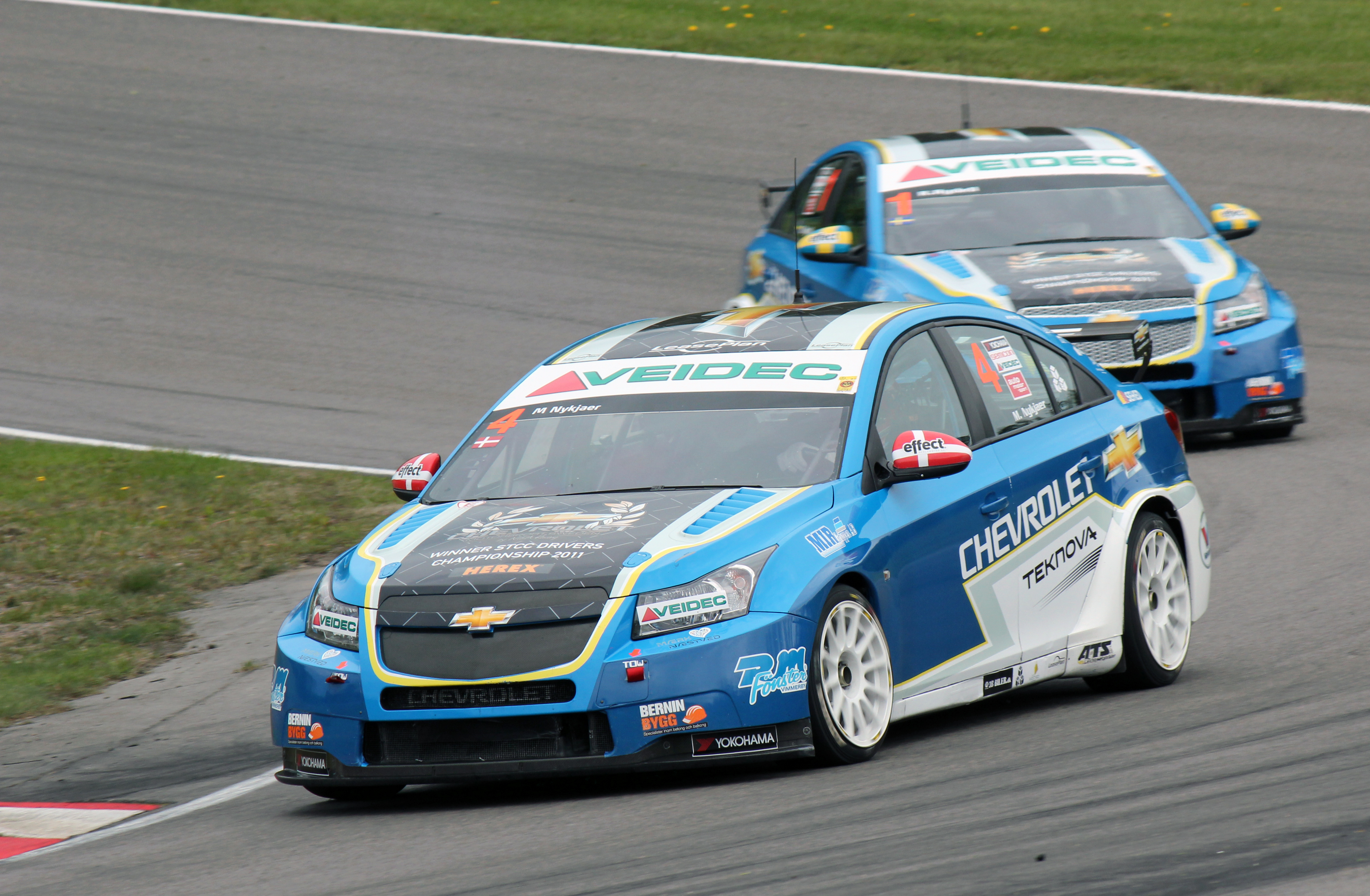
Michel Nykjær på Ring Knutstorp i Scandinavian Touring Car Championship 2012.

Michel Nykjær, född 17 september 1979 i Tappernøje, är en dansk racerförare. Nykjær har tävlat i World Touring Car Championship, samt blivit mästare i bland annat Danish Touringcar Championship och European Touring Car Cup. Under säsongen 2012 tävlar han för Chevrolet Motorsport Sweden i Scandinavian Touring Car Championship.

## Racingkarriär

### Karting, DTC och steget till WTCC (1989-2009)
Nykjær började med karting år 1989, när han var tio år gammal. Han tävlade i det fram till år 1993, men fortsatte inte högre upp i klasserna. Istället tog han en paus och tävlade inte på fem år.
Säsongen 1998 var Nykjær tillbaka bakom ratten, nu inom standardvagnsracing. Han körde mellan år 1999 och 2002, ett år han vann, i Yokohama Cup 2000 Denmark, innan han tog steget upp till Danish Touringcar Championship 2003. Redan första året tog han en seger, men vann inte hela mästerskapet förrän 2007, då vann sex race. Nykjær körde även Super 2000-klassen i European Touring Car Cup det året och vann. Han försvarade sin titel i ETC Cup det efterföljande året, men slutade bara fyra i Danish Touringcar Championship.
Nykjær var åter längst upp i sluttabellen i Danish Touringcar Championship 2009, efter fyra segrar under säsongen. Det var dock väldigt jämnt, då den tidigare Formel 1-föraren och 2008-års DTC-mästare, Jan Magnussen, bara var fyra poäng bakom. Nykjær körde också sin första tävlingshelg i World Touring Car Championship 2009, vilken gick var FIA WTCC Race of Germany på Motorsport Arena Oschersleben.

### Satsningen på WTCC och övergången till STCC (2010-2011)
Efter segeråret i DTC 2009, valde Nykjær att satsa fullt ut i World Touring Car Championship 2010. Han körde hela säsongen i en SEAT León 2.0 TDi för SUNRED Engineering, samt för samma team i European Touring Car Cup. I WTCC slutade han på elfte plats totalt, samt på en andraplats i WTCC Rookie Challenge – en klass för förare som körde sin första säsong i WTCC. I European Touring Car Cup slutade han också på andra plats, bakom James Thompson, trots att han vann alla fyra race som han ställde upp i.
Säsongen 2011 fortsatte han i samma bil och team som året innan, i World Touring Car Championship. Nykjær tog en tredjeplats på Suzuka International Racing Course som bäst, samt fem segrar i privatförarcupen. I förarmästerskapet slutade han på tionde plats och i privatcupen tvåa, men bara två poäng bakom landsmannen Kristian Poulsen. Nykjær körde även European Touring Car Cup för Chevrolet Motorsport Sweden, men tvingades bryta båda racen med tekniska problem. Senare under säsongen fick han även hoppa in för samma team i Scandinavian Touring Car Championship på Ring Knutstorp och Mantorp Park. I det första racet på Knutstorp blev han fyra. I det andra fick han ett drive-through-straff, för att ha blockerat Fredrik Ekblom, så att denne skulle få svårt att komma ikapp teamkamraten Rickard Rydell, då dessa två slogs om mästartiteln.

### Full säsong i STCC (2012-)
Efter inhoppen i Scandinavian Touring Car Championship under 2012, fick Nykjær en ordinarie styrning för Chevrolet Motorsport Sweden till säsongen 2012. Han lämnade därmed WTCC och bytte SEAT mot Chevrolet, där han har Rickard Rydell som teamkamrat. I det andra racet på Ring Knutstorp tog han pole position, satte snabbaste varv, samt vann racet och gjorde på så sätt ett så kallat hattrick.

### Karriärstatstik
| År                                               | Klass/Mästerskap                                               | Team                         | Bil                                   | Totalt/poäng   | Bästa placering               |
| ------------------------------------------------ | -------------------------------------------------------------- | ---------------------------- | ------------------------------------- | -------------- | ----------------------------- |
| 1998                                             | Danish Touring Cars - Group N National                         | ?                            | ?                                     | 18:e/?p        | ?                             |
| 1999                                             | Yokohama Cup Denmark                                           | ?                            | ?                                     | 26:a/?p        | ?                             |
| 2000                                             | Yokohama Cup 2000 Denmark                                      | ?                            | ?                                     | 8:a/?p         | ?                             |
| 2001                                             | Yokohama Cup 2000 Denmark                                      | ?                            | ?                                     | 2:a/?p         | ?                             |
| 2002                                             | Yokohama Cup 2000 Denmark                                      | ?                            | SEAT Ibiza                            | 1:a/?p         | ?                             |
| 2003                                             | Danish Touringcar Championship                                 | Valvoline – SEAT Motorsport  | SEAT Toledo Cupra                     | 11:a/81p       | 1:a på ?                      |
| 2004                                             | Danish Touringcar Championship                                 | SEAT Racing Team             | SEAT Toledo Cupra                     | 4:a/168p       | Tre segrar                    |
| 2005                                             | Danish Touringcar Championship                                 | SEAT Racing Team             | SEAT Toledo Cupra                     | 6:a/170p       | 1:a på ?                      |
| 2005                                             | European Touring Car Cup - Super 2000                          | SEAT Racing Team             | SEAT Toledo Cupra                     | -/0p           | ?                             |
| 2006                                             | Danish Touringcar Championship                                 | SEAT Racing Team             | SEAT Toledo Cupra SEAT León           | 5:a/212p       | Två segrar                    |
| 2007                                             | Danish Touringcar Championship                                 | SEAT Racing Team             | SEAT León                             | 1:a/300p       | Sex segrar                    |
| 2007                                             | European Touring Car Cup - Super 2000                          | GR Asia                      | SEAT León                             | 1:a/18p        | 1:a på Adria (Race 1)         |
| 2008                                             | Danish Touringcar Championship                                 | Poulsen Motorsport           | BMW 320si E90                         | 4:a/253p       | Två segrar                    |
| 2008                                             | European Touring Car Cup - Super 2000                          | Chevrolet Motorsport Danmark | Chevrolet Lacetti                     | 1:a/18p        | 1:a på Salzburgring (Race 2)  |
| 2009                                             | Danish Touringcar Championship                                 | Chevrolet Motorsport Danmark | Chevrolet Lacetti                     | 1:a/254p       | Fyra segrar                   |
| 2009                                             | European Touring Car Cup - Super 2000                          | Perfection Racing            | Chevrolet Lacetti                     | 7:a/5p         | ?                             |
| 2009                                             | World Touring Car Championship                                 | Perfection Racing            | Chevrolet Lacetti                     | -/0p           | 18:e på Oschersleben (Race 2) |
| 2009                                             | World Touring Car Championship - Yokohama Independents' Trophy | Perfection Racing            | Chevrolet Lacetti                     | 25:a/2p        | ?                             |
| 2010                                             | World Touring Car Championship                                 | SUNRED Engineering           | SEAT León 2.0 TDI                     | 11:a/66p       | 4:a på Oschersleben (Race 2)  |
| 2010                                             | World Touring Car Championship - Rookie Challenge              | SUNRED Engineering           | SEAT León 2.0 TDI                     | 3:a/130p       | Sex segrar                    |
| 2010                                             | European Touring Car Cup - Super 2000                          | SUNRED Engineering           | SEAT León 2.0 TDI                     | 2:a/40p        | Fyra segrar                   |
| 2011                                             | World Touring Car Championship                                 | SUNRED Engineering           | SEAT León 2.0 TDi SUNRED SR León 1.6T | 10:a/86p       | 3:a på Suzuka (Race 1)        |
| 2011                                             | World Touring Car Championship - Yokohama Trophy               | SUNRED Engineering           | SEAT León 2.0 TDi SUNRED SR León 1.6T | 2:a/139p       | Fem segrar                    |
| 2011                                             | World Touring Car Championship - Jay-Ten Trophy                | SUNRED Engineering           | SEAT León 2.0 TDi                     | 4:a/38p        | Tre segrar                    |
| 2011                                             | European Touring Car Cup                                       | Chevrolet Motorsport Sweden  | Chevrolet Cruze LT                    | -/0p           | Bröt båda                     |
| 2011                                             | Scandinavian Touring Car Championship                          | Chevrolet Motorsport Sweden  | Chevrolet Cruze LT                    | 18:e/22p       | 4:a på Knutstorp (Race 1)     |
| 2012                                             | Scandinavian Touring Car Championship                          | Chevrolet Motorsport Sweden  | Chevrolet Cruze 1.6T                  | säsongen pågår | säsongen pågår                |
| Senast uppdaterad: 2012-05-22 (4618 dagar sedan) |                                                                |                              |                                       |                |                               |